# Bolsena
Bolsena est une commune italienne d'environ 3 870 habitants, située dans la province de Viterbe, dans la région du Latium, en Italie centrale.

## Géographie
Bolsena est située à environ 30 km du chef-lieu de la province, au bord du lac de Bolsena.

## Histoire
La ville de Bolsena (Volsinii Novi) est fondée en 264 av. J.-C., après que les Romains eurent détruit la cité étrusque de Volsinies, aujourd'hui Orvieto. Pendant l'Antiquité romaine, la ville se situait sur un axe de passage majeur en Italie, c'est-à-dire la Via Cassia qui partait depuis Rome en passant par la cité de Sutri, ce qui permit à la ville de connaître une importante période de prospérité.
En 1263 a lieu le miracle eucharistique de Bolsena : une hostie aurait saigné dans les mains du prêtre durant la messe.

## Monuments et patrimoine
- La Chapelle du Miracle (1639), construite en style baroque. Y sont conservées des reliques du miracle du Bolsena[5].
- L'Église Santa Cristina (XIe siècle), de style roman. Y est conservé un polyptyque de Sano di Pietro du XVe siècle.
- La Rocca Monaldeschi della Cervara, Les plus anciens documents concernant ce château remontent à 1156, lorsque le pape Adrien IV avait fortifié le bourg, situé sur la Via Cassia, pour le protéger des incursions barbares.
- Le Palais Cozza Crispo, construit sur les plans des architectes Simone Mosca et Raffaello da Montelupo vers le milieu du XVIe siècle. C'est l'un des palais de cette époque les mieux conservés de tout le Latium. Il possède un cycle de fresques de l'époque maniériste. Il fut la résidence du célèbre abbé Giuseppe Cozza Luzi,  et abbé de Grottaferrata.
- La Fontaine de Médicis, couramment appelée de « San Rocco », fut érigée à l'initiative du cardinal Giovanni de' Medici (futur pape Léon X) et se trouve sur la pittoresque place San Rocco. Pour les habitants de Bolsena, l'eau qui en coule est miraculeuse, et chaque année, le 16 août, est célébrée une messe au cours de laquelle l'eau est bénie.

## Fêtes et traditions
24 juillet Sainte Christine, martyre. La veille se déroule la représentation sacrée des Mystères de sainte Christine : des tableaux vivants, dits Mystères, sont  montés pour rappeler les souffrances de la sainte. La procession avec la statue de sainte Christine marque une halte devant chaque représentation. Les costumes et les mises en scène sont particulièrement soignés et la répartition des rôles et des diverses figurations suivent une tradition qui se perpétue de père en fils.

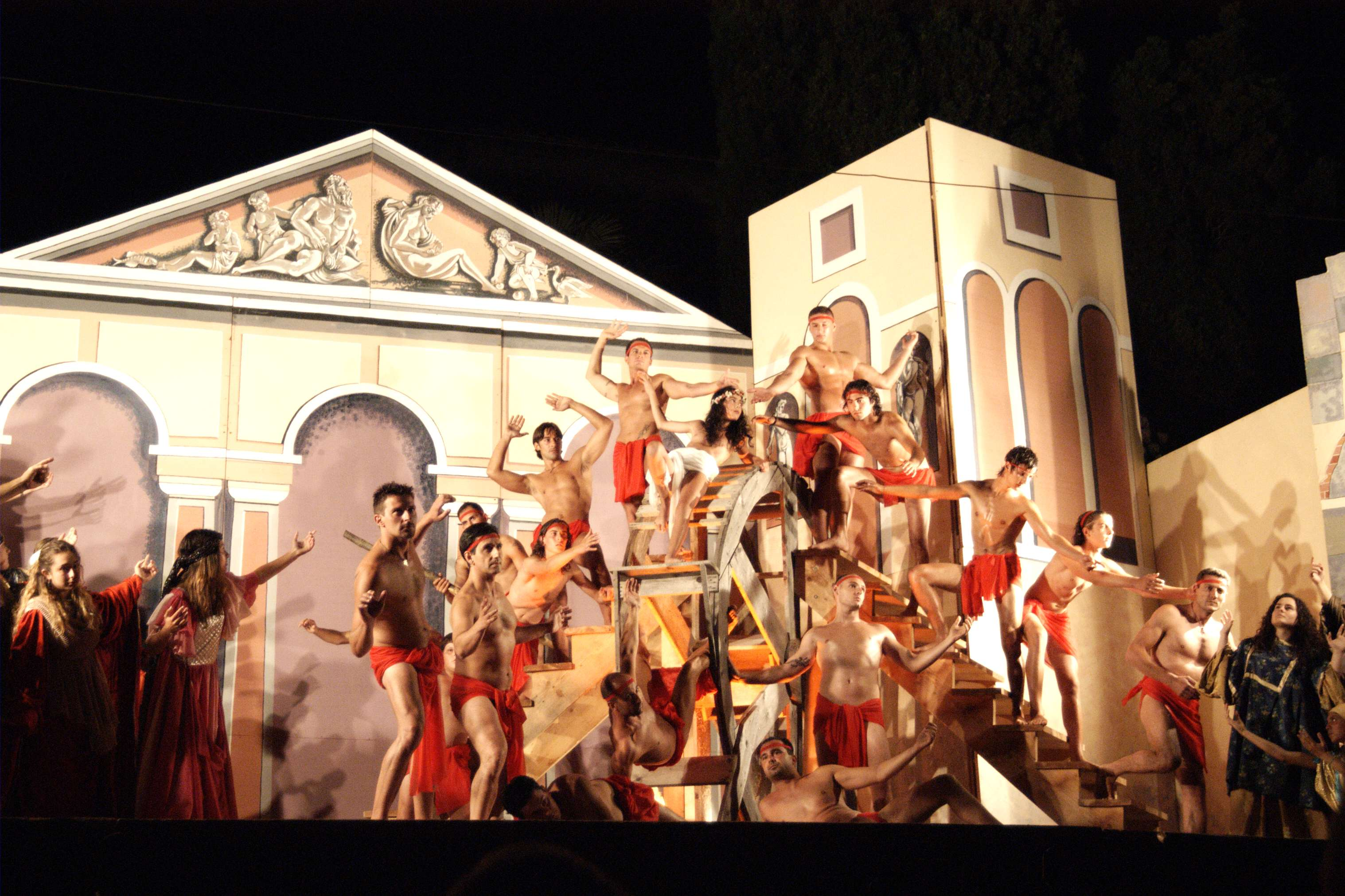
Le « mystère » de Santa Cristina en 2005.

## Administration
- Commune : standard 0761 7951
- Fait partie de la communauté de bassin du lac de Bolsena (Cobalb) .
- Classification climatique : zone D, 1932 GR/G

| Période                                  | Période   | Identité       | Étiquette     | Qualité |
| ---------------------------------------- | --------- | -------------- | ------------- | ------- |
|                                          | juin 2004 | Paolo Equitani |               |         |
| juin 2004                                | En cours  | Paolo Equitani | Centro-Destra |         |
| Les données manquantes sont à compléter. |           |                |               |         |

### Communes limitrophes
Bagnoregio, Capodimonte, Castel Giorgio (TR), Gradoli, Montefiascone, Orvieto (TR), San Lorenzo Nuovo

## Personnalités nées à Bolsena
- Avienus
- Joseph Cozza-Luzi
- Giulio Serafini

### Jumelages
- Allemagne, Volkertshausen
- Espagne, Lloret de Mar
- Italie, Sepino

## Galerie de photos

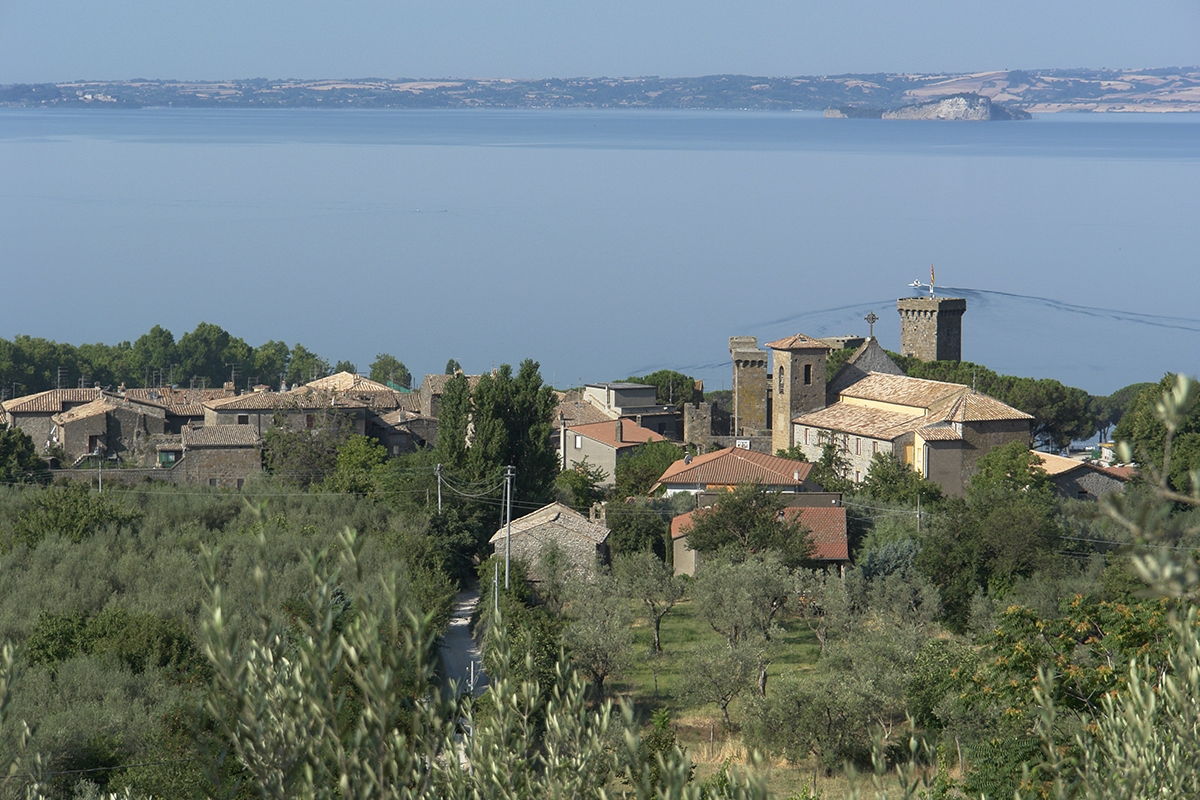
Bolsena
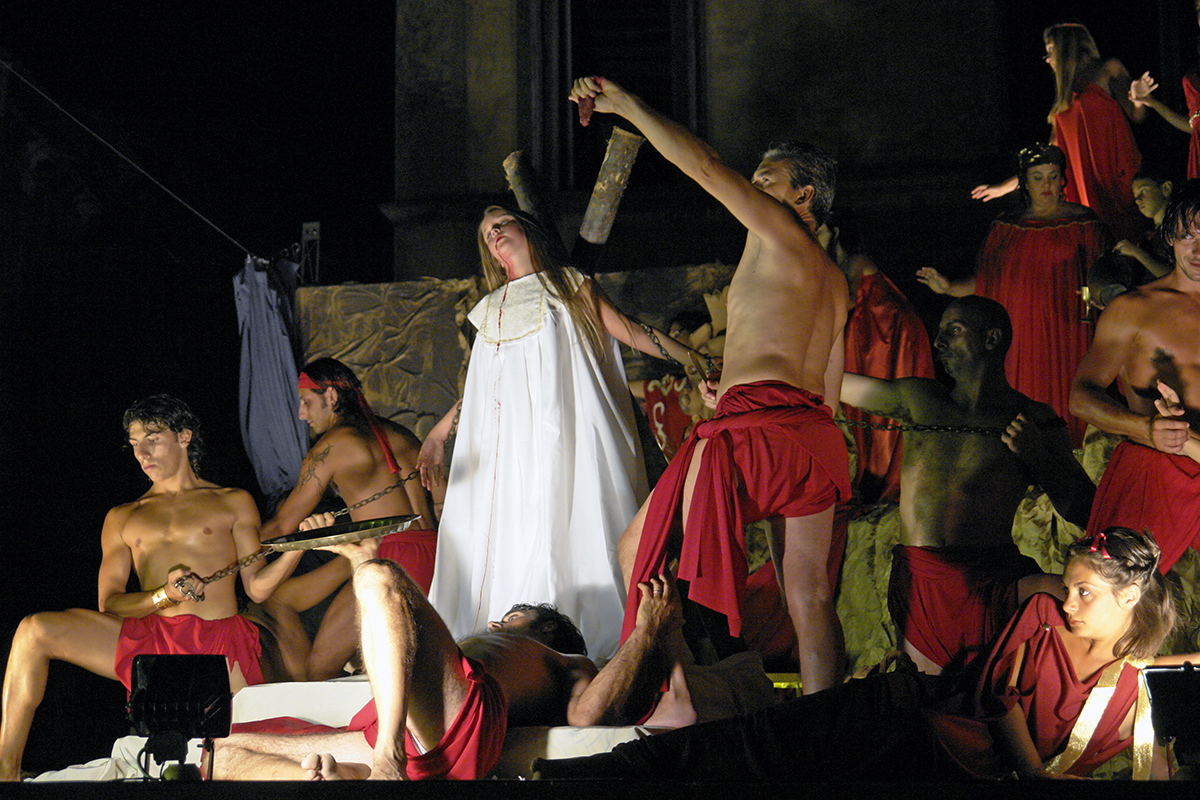
Mystère de Santa Cristina en 2006
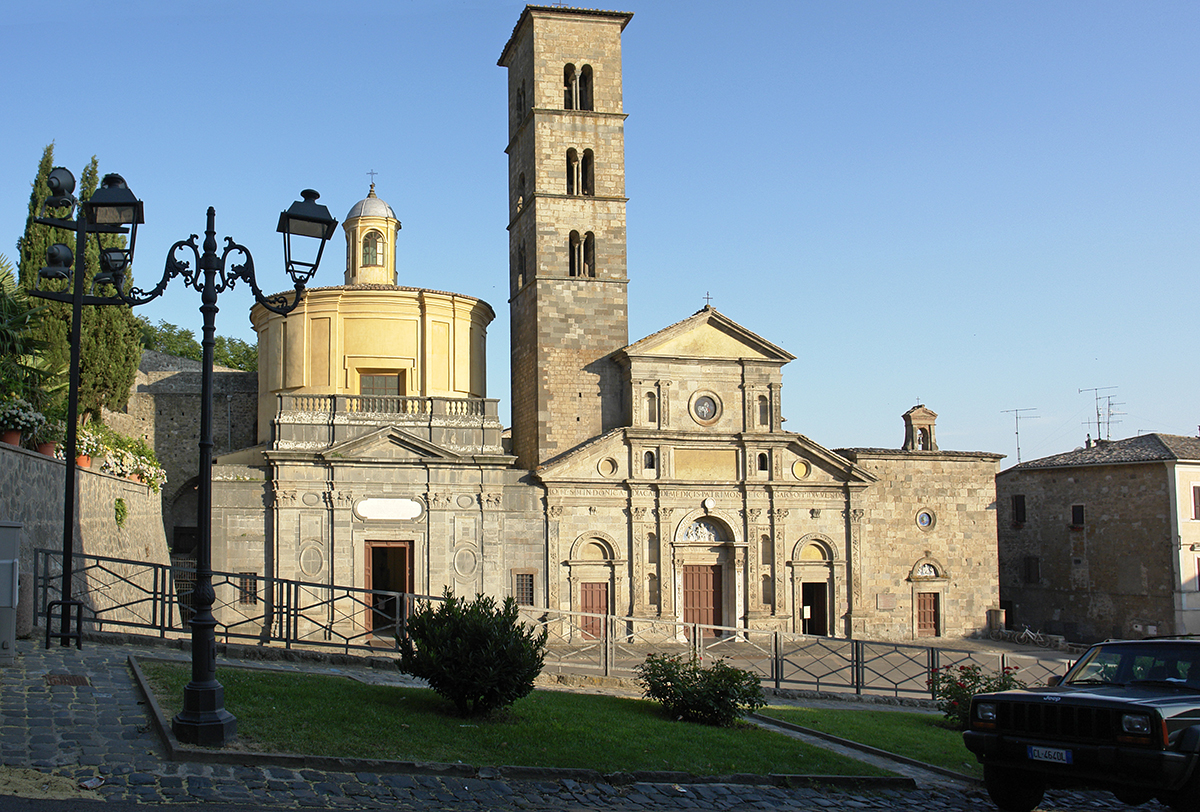
Église Santa Cristina
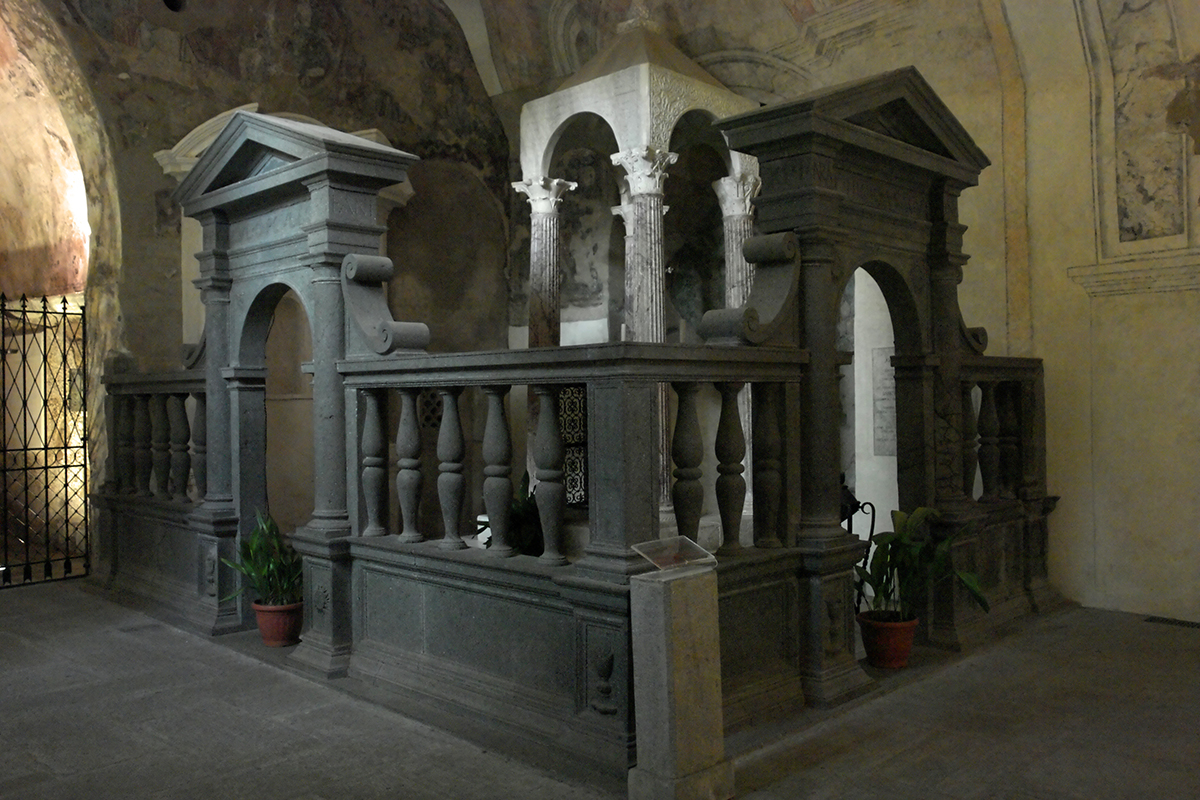
Église Santa Cristina

## Annexe

### Filmographie
- Voyage au lac, film documentaire en trois parties (10 h 45 au total) d'Emmanuelle Demoris, 2023, se déroule à Bolsena ainsi que sur le lac de Bolsena et l'île Bisentine. Il se déroule sur une année et montre la préparation et le déroulement du Mystère de Santa Cristina, joué chaque année à Bolsena, ainsi que le Palais Cozza Crispo, façon d'évoquer le rapport des habitants à leur passé, également confrontés à un groupe de migrants africains réunis dans un centre d'accueil[6].